# RAGE (récepteur)
Le récepteur transmembranaire RAGE appartient à la superfamille des immunoglobulines et a été identifié comme un récepteur qui se lie aux produits de glycation avancée. RAGE est une protéine de 44 à 55 kDa, est composée d'une région extracellulaire, comprenant un domaine V et deux domaines C auxquels se lient de nombreux ligands, une seule hélice transmembranaire et une queue cytoplasmique, nécessaire au fonctionnement intracellulaire médié par RAGE. signalisation. RAGE est un récepteur de reconnaissance de formes comme les produits de glycation avancée ( Advanced glycation end products  ou AGE), la HMGB1, S100/calcineurines, les fibrilles amyloïdes β, les lipopolysaccharides (LPS)  et l'ADN et l'ARN peuvent se lier au domaine extracellulaire de RAGE. La liaison des ligands à RAGE assure la stabilité de la formation d'oligomères et facilite la signalisation cellulaire qui régule la migration, la prolifération et l'adhésion de plusieurs types de cellules. C'est le seul membre de la classe J des récepteurs éboueurs.
Le domaine C1 de RAGE est chargé positivement, tandis que le domaine C2 est chargé négativement. Comme les AGE et les protéines acides S100 sont chargées négativement, elles sont attirées électriquement vers le domaine C1. RAGE reconnaît également la phosphatidylsérine, qui permet aux phagocytes de digérer les  cellules apoptotiques. Cependant, la coexistence de HMGB-1 et de phosphatidylsérine inhibe de manière compétitive l'interaction entre la phosphatidylsérine et RAGE, bloquant ainsi la phagocytose des cellules apoptotiques. L'ocytocine est un autre ligand candidat de RAGE. L'ocytocine est transportée dans le cerveau via son interaction avec RAGE.
Un mécanisme de rétroaction positive régule l’expression de RAGE. Lorsque les ligands se lient, le RAGE activé augmente l'expression du facteur nucléaire NF-κB, ce qui favorise la régulation positive de l'expression de RAGE via l'activité transcriptionnelle. Cette réponse conduit à une activation supplémentaire de NF–κB, qui amplifie fortement la signalisation cellulaire médiée par RAGE. RAGE dispose d’un système d’autorégulation. Après que HMGB-1 se soit lié à RAGE, le domaine extracellulaire de RAGE est clivé par la désintégrine et le domaine métalloprotéinase contenant la protéine 10 (ADAM10) et la métalloprotéinase matricielle 9 dans une phosphatidylinositol-3 kinase (PI3K) ou protéine kinase. C (PKC) – manière dépendante.
La partie extra-extracellaire  de RAGE, connu sous le nom de RAGE soluble (sRAGE), est libéré par protéolyse et infiltre probablement la circulation sanguine et agit comme un leurre en neutralisant les ligands circulants. sRAGE peut non seulement indiquer le niveau d'expression de RAGE complet exprimé sur la membrane cellulaire, mais peut également prédire le développement du diabète, des maladies cardiovasculaires, et diverses maladies inflammatoires. En particulier, une diminution du taux sérique de sRAGE due à une diminution des taux d’ADAM10 dans des conditions diabétiques peut prédisposer les patients atteints de diabète de type 2 au syndrome coronarien aigu. Le RAGE soluble abrogerait la signalisation intracellulaire médiée par le ligand, induisant une rétroaction négative. La résistance à l'excrétion du RAGE soluble inhibe la migration et la propagation cellulaire dépendantes du ligand RAGE. Ainsi, la protéolyse de RAGE pourrait affecter la signalisation cellulaire et les fonctions cellulaires médiées par RAGE, ce qui pourrait constituer une nouvelle stratégie thérapeutique pour réguler le rôle pathologique de RAGE.

## Voie de signalisation

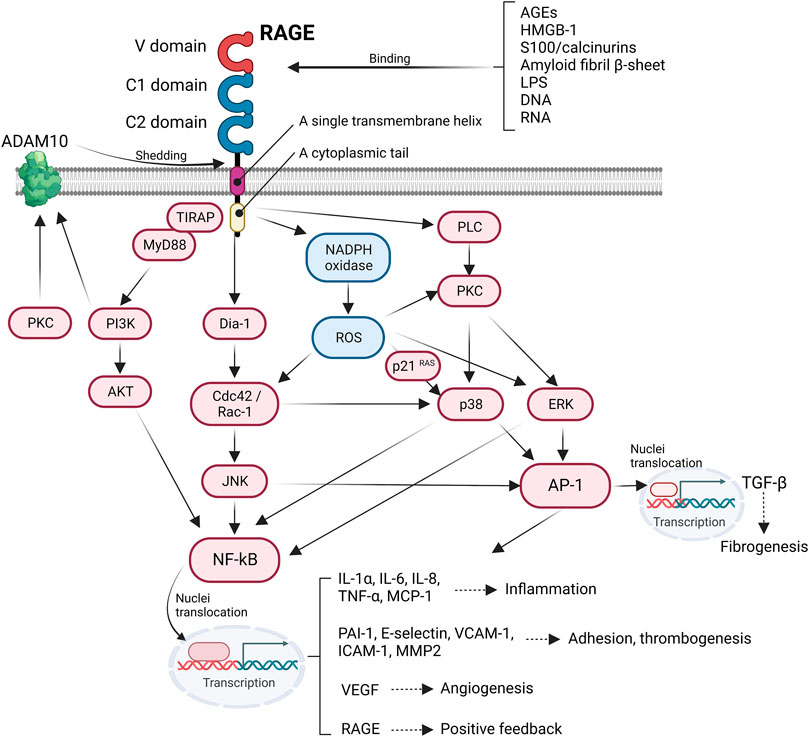
Voie de signalisation du récepteur cellulaire RAGE

L'engagement des ligands avec RAGE active plusieurs voies de signalisation intracellulaires qui régulent un large éventail de fonctions cellulaires, telles que la migration et l'organisation du cytosquelette. L’activation de RAGE a un effet considérable sur la transcription des gènes de cytokines pro-inflammatoires.
L'activation des voies de signalisation se fait :
- Par le domaine FH1 de la protein diaphanous homolog 1, qui active ensuite les Rho GTPases Rac-1 et Cdc42, essentielles à la transduction des signaux reliant les récepteurs membranaires plasmiques à l'organisation du cytosquelette et régulation de la transcription des gènes[17]. Rac-1 ou Cdc42 induit l'activation de la protéine kinase activée par le mitogène   JNK et p38 MAPK[18], qui à son tour active le facteur de transcription NF-κB[19] et le facteur de transcription AP-1 (AP-1)[20].

- Par le recrutement des protéines adaptatrices, MyD88 et TIRAP, de manière dépendante de la PKC pour former des complexes multiprotéiques nécessaires à la transduction des signaux. Ainsi, les ligands se liant à RAGE activent l'AKT via TIRAP/MyD88, ce qui, à son tour, perpétue l'activation de NFκB, amplifiant ainsi la réponse pro-inflammatoire[21],[22].

- Par les dérivés réactifs de l'oxygène  (Reactive oxygen species ou ROS) servent de messagers secondaires dans la transduction du signal intracellulaire. Cependant, les ROS induisent probablement des lésions cellulaires par l'oxydation et la nitrosylation des protéines, altérant les processus enzymatiques[23], les facteurs de croissance[24] et l'oxydation des lipides[25] et en introduisant une ruptures de brins par oxydation des acides nucléiques, initiant ainsi une nécrose inadaptée et l'apoptose. La production cellulaire de ROS est principalement induite par la nicotinamide adénine dinucléotide phosphate (NADPH) oxydase. La ligature de RAGE augmente l'expression des sous-unités de NADPH oxydase et active la NADPH oxydase, contribuant ainsi à la formation de ROS[26]. Les ROS induites par RAGE stimulent l'expression de p21 RAS (RAS p21 protein activator 1)[27], qui peut également activer NF-κB et AP-1, favorisant une réponse inflammatoire via la voie MAPK/kinase régulée par signal extracellulaire.

Le NFκB activé se déplace dans les noyaux et favorise l'expression de divers gènes pro-inflammatoires codant pour des cytokines et des chimiokines (par exemple, IL-1α, IL-6 et TNF-α), des facteurs d'adhésion cellulaire (molécule d'adhésion cellulaire vasculaire-1 ; VCAM –1), la molécule d’adhésion cellulaire intracellulaire –1 (ICAM-1) et la E-sélectine. De plus, NF – κB est associé à la régulation de l'inflammasome. De plus, l'activation de NF-κB et AP-1 induite par RAGE accélère la production transcriptionnelle de TGF-β, provoquant ainsi la production de matrice extracellulaire et la fibrose.

## Récepteur RAGE dans les pathologies humaines
La signalisation RAGE est importante pour induire des réponses inflammatoires aberrantes et des dommages cellulaires induits par le stress oxydatif, qui sont connus pour être impliqués dans la pathogenèse de la maladie d'Alzheimer, de la polyarthrite rhumatoïde, et les maladies inflammatoires de l’intestin.
Les niveaux de ligands RAGE autres que les AGE, tels que S100/calgranulines, sont également augmentés dans la néphropathie diabétique, et que ceux-ci sont considérablement impliqués dans l'infiltration cellulaire inflammatoire. Le taux sérique de HMGB1 est significativement augmenté chez les patients atteints de diabète de type 2 par rapport à celui des individus en bonne santé, ce qui était considérablement corrélé positivement aux concentrations de cytokines inflammatoires, telles que le TNF-α et l'IL-6. Ces résultats suggèrent que la régulation des interactions ligand-RAGE est nécessaire à la pathogenèse de la néphropathie diabétique.

## Présence du récepteur RAGE sur les cellules immunitaires
| Cellules                                                                         | Ligands                  | Effets | Maladies                                                                                       |
| -------------------------------------------------------------------------------- | ------------------------ | --- | ---------------------------------------------------------------------------------------------- |
| Principales cellules immunitaires exprimant ou répondant à l'expression de RAGE. |                          | |                                                                                                |
| Neutrophile                                                                      | AGE, Mac-1               | Les neutrophiles adhèrent aux cellules transfectées par RAGE, mais l'AGE libre réduit cette adhésion et la capacité des neutrophiles à tuer les micro-organismes phagocytés (bactéries) ; Cette adhésion élève les niveaux de calcium libre intracellulaire chez l'homme. Aucune régulation positive de RAGE n’a été trouvée après la liaison. | Maladies dans lesquelles l'AGE a été impliqué (diabète, athérosclérose et maladie d'Alzheimer) |
| Lymphocyte T                                                                     | HMGB1                    | L’activation de RAGE est l’un des premiers événements de différenciation et de prolifération des cellules Th1+ | Arthrite                                                                                       |
| Lymphocyte B                                                                     | HMGB1-CpG DNA            | Stimule la libération de cytokines avec TLR9 | Sepsis                                                                                         |
| Macrophages/Monocyte                                                             | Tous les ligands de RAGE | Conversion accrue des monocytes en macrophages. L'activation de RAGE conduit à la destruction des macrophages. | Diabète                                                                                        |
| Cellules dendritiques                                                            | HMGB1, S100              | La capacité de présentation de l’antigène n’est pas affectée. L'expression de RAGE est régulée positivement après l'activation cellulaire. | Arthrite                                                                                       |